# Powiat Hanishina
Powiat Hanishina (jap. 埴科郡 Hanishina-gun) – powiat w Japonii, w prefekturze Nagano. W 2024 roku liczył 13 392 mieszkańców.

## Miejscowości
- Sakaki